# Leucospis africana
Leucospis africana är en stekelart som beskrevs av Cameron 1907. Leucospis africana ingår i släktet Leucospis och familjen Leucospidae. Inga underarter finns listade i Catalogue of Life.